# Giuseppe Stoffel
Giuseppe Stoffel (* 22. April 1863 (Joseph Wilhelm Silvio) in Bellinzona; † 29. Juli 1929 in Zürich) war ein Schweizer Bankier und Politiker.

## Leben und Werk

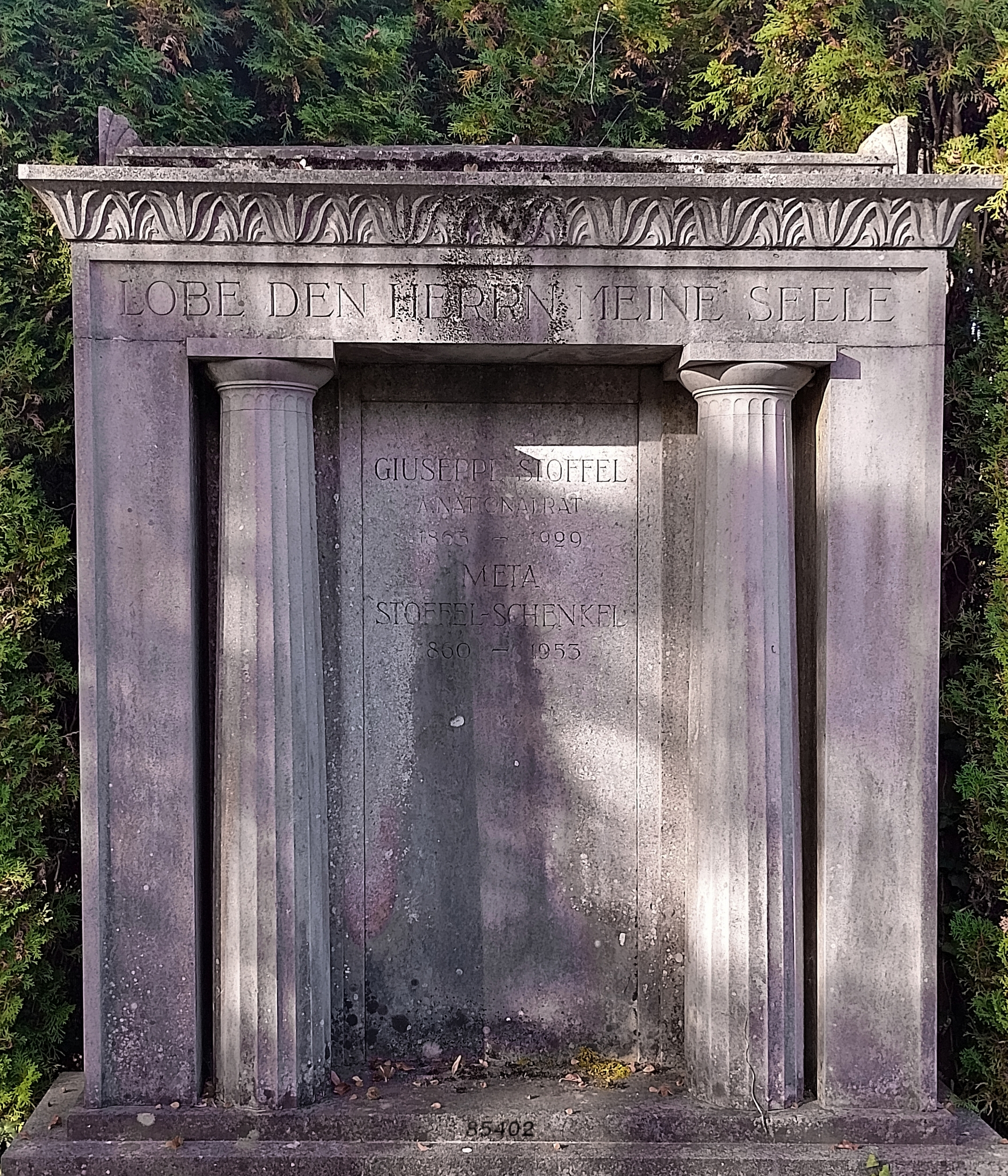
Grab, Friedhof Rehalp, Zürich

Giuseppe Stoffel absolvierte 1879 eine Banklehre in Schaffhausen. Von 1890 bis 1914 war er Direktor und Verwaltungsratsmitglied der Tessiner Kantonalbank und ab 1903 deren Präsident. Von 1897 bis 1914 sass er für die Freisinnig-Demokratische Partei im Tessiner Grossen Rat und von 1902 bis 1914 im Nationalrat.
Von 1901 bis 1909 war Stoffel im Verwaltungsrat der Ferrovia del Gottardo und ab 1906 im Bankrat der Schweizerischen Nationalbank. Im Militär bekleidete er den Rang eines Oberstleutnants.
Giuseppe Stoffel war in einen Skandal verwickelt, der 1914 zum Konkurs der Tessiner Kantonalbank führte. 1916 wurde er wegen betrügerischen Bankrotts zu dreieinhalb Jahren Freiheitsstrafe verurteilt. Öffentlich geächtet verliess er den Kanton Tessin. 
Giuseppe Stoffel war mit Maria Margaretha, geborene Schenkel (1860–1953), verheiratet. Die letzte Ruhestätte fanden die beiden auf dem Friedhof Rehalp in Zürich.